# حی الدیره
حی الدیره (به عربی: حی الدیرة) یک منطقهٔ مسکونی در عربستان سعودی است که در ریاض واقع شده‌است.